# Risposta sismica locale

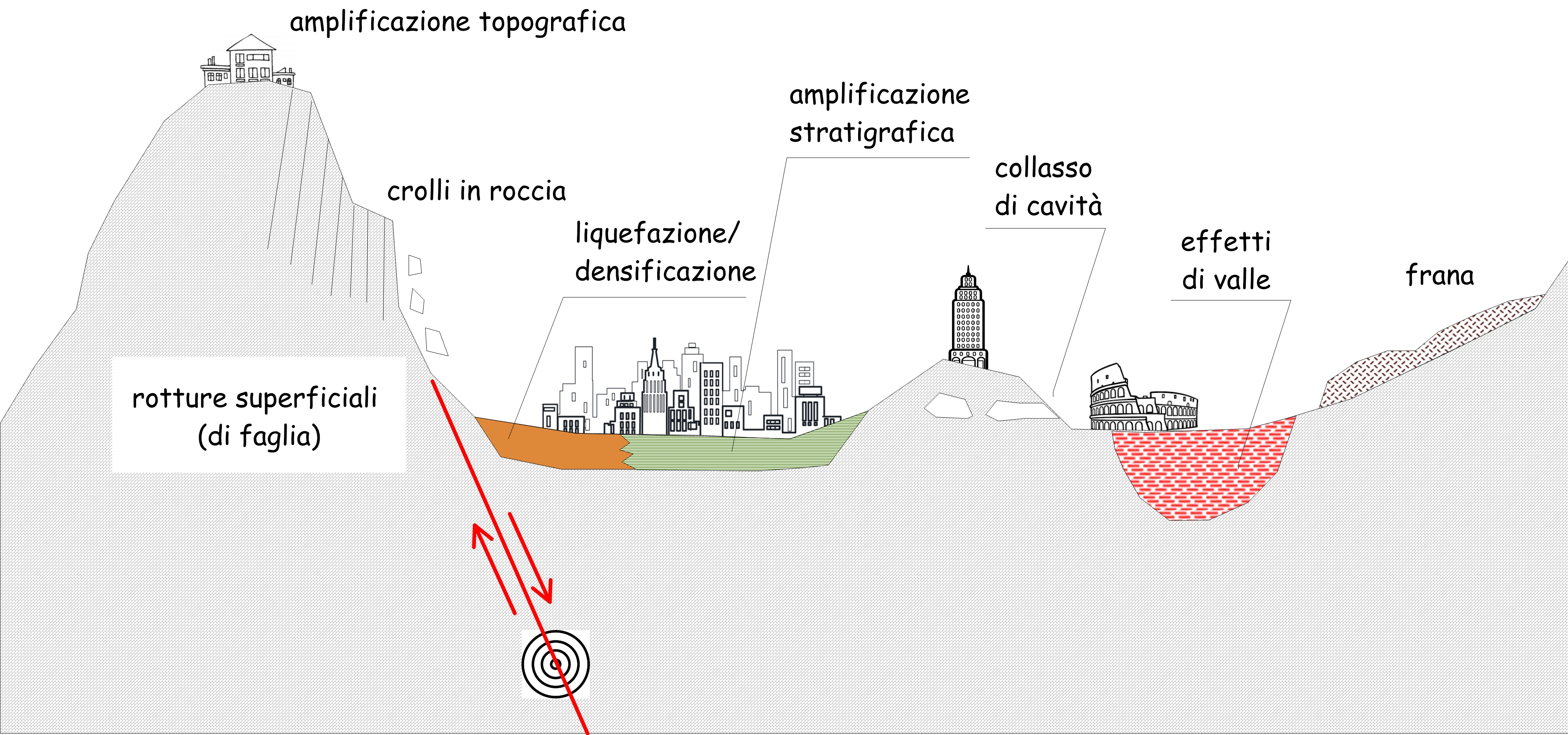
Scenari di pericolosità sismica locale

Per risposta sismica locale si intende l'insieme delle modifiche che il moto sismico subisce nell'immediato sottosuolo a causa delle condizioni geologiche, morfologiche e geotecniche locali.

## Descrizione
Il moto sismico generato da un terremoto alla superficie di un sito in condizioni free-field (cioè in assenza di strutture) dipende da un insieme di fenomeni fisici che schematicamente possono essere raggruppati in tre categorie fondamentali: meccanismo di sorgente, propagazione delle onde sismiche dalla sorgente al sito e effetti di sito. I primi due gruppi di fenomeni definiscono il moto sismico di ingresso al sito che può poi subire, nelle decine/centinaia di metri più superficiali, importanti modifiche a causa dell’interazione delle onde sismiche con le particolari condizioni locali del sito in esame. Queste ultime indicano l’insieme delle caratteristiche morfologiche e stratigrafiche dei depositi di terreno e degli ammassi rocciosi superficiali e delle proprietà fisiche e meccaniche dei materiali che li costituiscono. L’insieme delle modifiche che il moto sismico di ingresso al sito subisce, in termini di ampiezza, contenuto in frequenza e durata, per effetto delle condizioni locali, è indicato globalmente con il termine di effetti di sito o risposta sismica locale.
Generalmente l’espressione risposta sismica locale è associata ai terreni a comportamento sismico stabile, cioè quei terreni che, sotto le sollecitazioni prodotte da un terremoto, pur potendo amplificare il moto sismico, sono soggetti a limitate deformazioni permanenti mantenendosi lontani dalla rottura. Con il termine effetti locali di instabilità si indicano invece gli effetti di sito che comportano deformazioni permanenti importanti ovvero un comportamento sismico instabile (frane, densificazione o liquefazione di depositi sabbiosi, collassi di cavità, fagliazione superficiale).
La risposta sismica locale è il risultato di molteplici fenomeni fisici (riflessioni multiple, diffrazione, focalizzazione, risonanza etc.) che le onde subiscono in corrispondenza delle eterogeneità e discontinuità degli strati più superficiali e in corrispondenza delle irregolarità topografiche. A seconda dei principali fenomeni fisici responsabili si possono distinguere:
1) effetti stratigrafici, che hanno luogo in corrispondenza di depositi soffici poggianti su un basamento rigido in condizioni essenzialmente di strati piani e paralleli (1D);
2) effetti di valle o di bordo che hanno luogo allorché la morfologia del contatto tra basamento e terreni soffici di copertura assume andamenti complessi caratterizzati da geometrie marcatamente 2D/3D;
3) effetti topografici che hanno luogo in prossimità delle strutture morfologiche superficiali, es. alla cresta di un rilievo roccioso dove il moto sismico è generalmente amplificato rispetto alla base dello stesso.

### Esempi e casi di studio

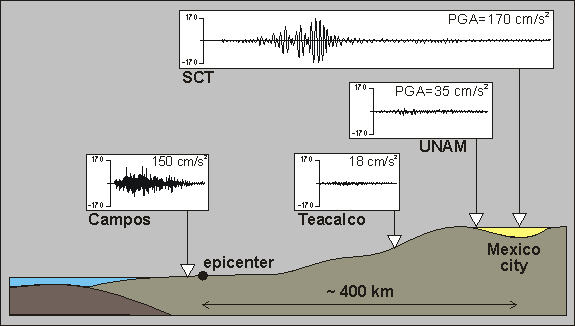
Terremoto del Messico del 19.9.1985, registrazioni (componente EW) in area epicentrale, in prossimità e nella zona urbana di Città del Messico

Effetti di sito più o meno importanti si manifestano in occasione di tutti gli eventi sismici. 
Uno degli esempi più eclatanti di amplificazione del moto sismico dovuta alle condizioni locali è costituita dagli ingenti danni verificatesi a Città del Messico a seguito del terremoto del 19 settembre 1985 .
Sul territorio italiano, all'inizio del XXI secolo, si sono osservati fenomeni di amplificazione locale in occasione del terremoto dell'Aquila del 2009, del Terremoto dell'Emilia-Romagna del 2012 e del Terremoto del Centro Italia del 2016 e del 2017 .

### Analisi della risposta locale e applicazioni
L’analisi della risposta sismica locale, eseguita alla scala delle opere di ingegneria, mediante metodi sperimentali e, più frequentemente, con metodi numerici consente di quantificare le modifiche esercitate sul moto sismico dalle condizioni locali permettendo una stima più accurata delle sollecitazioni sismiche sulle strutture e quindi una più accurata progettazione antisismica.
La perimetrazione di aree a comportamento sismico omogeneo (in termini di risposta sismica locale e di instabilità permanenti), alla scala dei centri abitati, costituisce l’oggetto degli studi di Microzonazione Sismica che trovano applicazione nella pianificazione territoriale e dell’emergenza, nella ricostruzione post-sisma e nel supporto alla progettazione antisismica. In accordo agli Indirizzi e Criteri per la Microzonazione Sismica, tali studi sono eseguiti secondo tre livelli di approfondimento crescente: dal livello 1, qualitativo e basato essenzialmente sulle condizioni geologiche e morfologiche, al livello 3, quantitativo e di dettaglio, basato su modellazioni numeriche della risposta sismica locale.